# Dutaillyea
Dutaillyea é um género botânico pertencente à família Rutaceae.